# Gewerbesteuer (Deutschland)

Das deutsche Steuerkarussell und die Gewerbesteuerumlage

Die Gewerbesteuer (Abkürzung: GewSt) wird als Gewerbeertragsteuer auf die objektive Ertragskraft eines Gewerbebetriebes erhoben. Hierzu wird für gewerbesteuerliche Zwecke ein Gewerbeertrag ermittelt, welcher regelmäßig in einem Gewerbesteuermessbetrag in Höhe von 3,5 % des Gewerbeertrags mündet. Die hebeberechtigte Gemeinde muss die Gewerbesteuer mindestens in Höhe des doppelten Messbetrages erheben (Hebesatzminimum: 200 %).
Eine ertragsunabhängige Besteuerung der Substanz des Gewerbebetriebs erfolgte bis 1997 mit der Gewerbekapitalsteuer, seitdem nur noch in den Gewinnhinzurechnungen, die bestimmte Finanzierungskosten in die gewerbesteuerliche Bemessungsgrundlage einbeziehen. Mit der Unternehmensteuerreform 2008 wurde diese Komponente ausgeweitet, um das Gewerbesteueraufkommen zu verstetigen.
Die Gewerbesteuer ist die wichtigste originäre Einnahmequelle der Gemeinden in Deutschland.  Es handelt sich nach § 3 Abs. 2 Abgabenordnung um eine Realsteuer oder Sachsteuer, auch wenn diese Einordnung nach der Abschaffung der Gewerbekapitalsteuer und der Lohnsummensteuer umstritten ist. Die Gewerbesteuer zählt zu den Gemeindesteuern und den Objektsteuern. Rechtsgrundlagen sind das Gewerbesteuergesetz (GewStG), die Gewerbesteuer-Durchführungsverordnung sowie als allgemeine Verwaltungsvorschriften die Gewerbesteuer-Richtlinien.

## Äquivalenzprinzip
Mit der Zahlung von Steuern erwirbt man keinen Anspruch auf eine bestimmte staatliche Leistung (§ 3 Abs. 1 AO). Dennoch wird die Gewerbesteuer häufig damit begründet, dass die Gewerbebetriebe die Lasten tragen sollen, die durch ihre Ansiedlung und Existenz entstehen. Tatsächlich ist bei keiner anderen Steuer das Äquivalenzprinzip derart stark ausgeprägt. Erhoben wird sie nach einer vermuteten Kostenverursachung. Doch obwohl die Gewerbesteuer als Refinanzierung für Infrastrukturmaßnahmen und Siedlungsfolgelasten gedacht ist, liegt ihr Grund nicht in der Abgeltung greifbarer wirtschaftlicher Vorteile.

## Geschichte der Gewerbesteuer

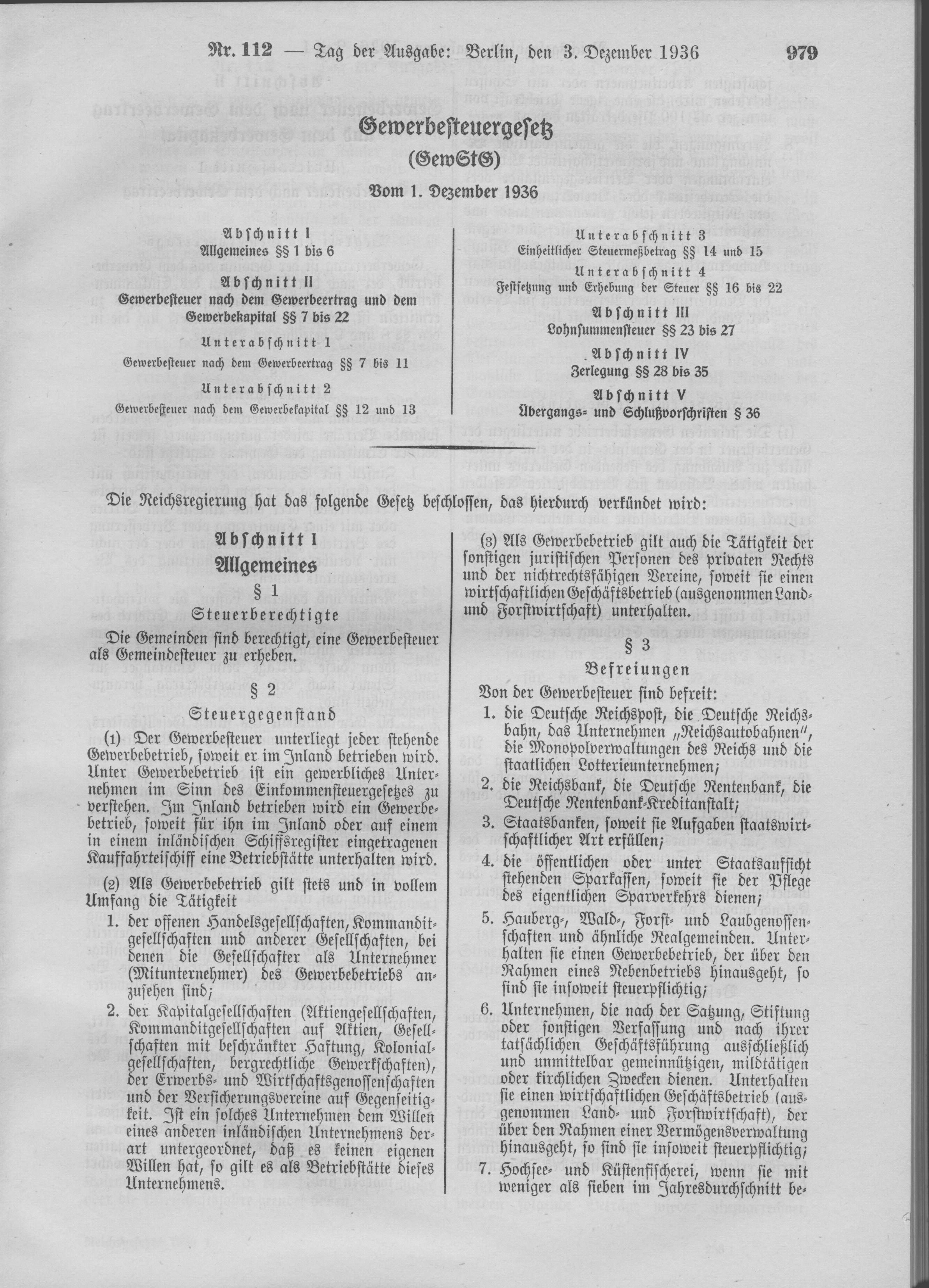
Gewerbesteuergesetz (GewStG) vom 1. Dezember 1936

Die Gewerbesteuer wurde in Preußen 1891 durch die Miquelsche Steuerreform eingeführt.
Die Grundlagen für ihre heutige Ausprägung wurden in der Realsteuerreform von 1936 gelegt, das Gewerbesteuergesetz datiert vom 1. Dezember 1936. Neben der erhobenen Gewerbeertragsteuer wurden das Gewerbekapital und – über die Lohnsummensteuer – auch die Arbeitsplätze besteuert. Durch unterschiedliche Messzahlen wurde aus den drei verschiedenen Bereichen ein Gewerbesteuermessbetrag ermittelt, auf den dann der Hebesatz angewendet wurde.
1978 wurde wegen der damit verbundenen negativen beschäftigungspolitischen Konsequenzen zunächst die Lohnsummensteuer abgeschafft. Mit dem Haushaltsbegleitgesetz 1983 wurde erstmals eine Abzugsbeschränkung für Dauerschuldzinsen eingeführt. Ursprünglich war eine vollständige Hinzurechnung von Dauerschuldzinsen vorgesehen, d. h. Zinszahlungen minderten den Gewerbeertrag nicht. Damit wurde eine Gleichbehandlung von Eigenfinanzierung und Fremdfinanzierung angestrebt, da (kalkulatorische) Zinsen auf das Eigenkapital die Bemessungsgrundlage ebenfalls nicht mindern. Dieser Anspruch wurde aus dem Ziel der Besteuerung der objektiven Ertragskraft abgeleitet. Durch Gesetzesänderung wurde dies jedoch auf 60 % (ab 1983) bzw. 50 % (ab 1984) begrenzt.
Das Gesetz zur Fortsetzung der Unternehmensteuerreform beendete ab 1998 die Gewerbekapitalsteuer, so dass die Gewerbesteuer zu einer nur ertragsabhängigen Steuer geworden ist – was zu einer erhöhten Konjunkturabhängigkeit geführt hat. Als Ausgleich erhielten die Gemeinden eine Beteiligung an der Umsatzsteuer.
Bis zum Veranlagungszeitraum 2007 galt neben der Hinzurechnung der Dauerschuldzinsen zudem die hälftige Hinzurechnung von Miet- und Pachtzinsen, wenn diese nicht bereits beim Empfänger der Zahlungen (also in der Regel dem Leasinggeber) der Gewerbesteuer unterliegen. Damit sollte eine Doppelbelastung mit Gewerbesteuer vermieden werden. Wegen der Ungleichbehandlung von deutschen und ausländischen Unternehmen und der damit einhergehenden Beschränkung des grenzüberschreitenden Dienstleistungsverkehrs hatte der EuGH diese Vorschrift in seiner Eurowings-Entscheidung allerdings für EU-rechtswidrig erklärt.
Die letzte große Änderung folgte 2008 mit dem Unternehmensteuerreformgesetz. Dieses führte u. a. zu einer neuen Behandlung der Gewerbesteuer bei der steuerlichen Gewinnermittlung. Ab 2008 ist diese gemäß § 4 Abs. 5b EStG keine Betriebsausgabe mehr und somit nicht abzugsfähig. Ferner wurde der Umfang der Hinzurechnungen von Finanzierungsaufwendungen erheblich ausgeweitet. Die Verbreiterung der Bemessungsgrundlage sowie der Wegfall des Betriebsausgabenabzuges und des Staffeltarifs sollen durch die Absenkung der Gewerbesteuermesszahl und die Erhöhung der Gewerbesteueranrechnung auf Gesellschafterebene ausgeglichen werden.

## Besteuerungsverfahren

### Besteuerungsgegenstand
Besteuert werden Gewerbebetriebe, die entweder über ihre Rechtsform als Kapitalgesellschaft oder über ihre gewerbliche Tätigkeit im Sinne des Einkommensteuerrechts (Einzelunternehmen und Personengesellschaften) erfasst werden. Dabei wird für natürliche Personen und Personengesellschaften ein Freibetrag von 24.500 € gewährt (§ 11 Abs. 1 Nr. 1 GewStG). Für sonstige juristische Personen des privaten Rechts (z. B. Vereine) und nichtrechtsfähige Vereine, soweit sie einen wirtschaftlichen Geschäftsbetrieb unterhalten, gilt ein Freibetrag von 5.000 € (§ 11 Abs. 1 Nr. 2 GewStG). Freiberufliche oder andere nichtgewerbliche selbstständige Tätigkeiten sowie Land- und Forstwirtschaftliche Betriebe unterliegen nicht der Gewerbesteuer.

### Bemessungsgrundlage
Ausgangsbasis für die Bemessung der Gewerbesteuer ist der Gewerbeertrag. Dies ist der nach Einkommensteuer- bzw. Körperschaftsteuerrecht zu bestimmende Gewinn. Im Regelfall wird der Gewinn bzw. Verlust übernommen und im Einzelfall um bestimmte Beträge erhöht (Hinzurechnungen, § 8 GewStG) oder vermindert (Kürzungen, § 9 GewStG). Sowohl Hinzurechnungen als auch Kürzungen verfolgen verschiedene Ziele, die teilweise damit begründet werden, dass die Bemessungsgrundlage die objektive Ertragskraft – von der Finanzierungsentscheidung des Unternehmers im Einzelfall unabhängiger, realer Gewerbeertrag – eines Gewerbebetriebs abbilden soll. Nach der ursprünglichen Vorstellung des Gesetzgebers arbeitet ein angenommener fiktiver Standardbetrieb mit eigenem Kapital, mit eigenen Maschinen, jedoch in fremden (angemieteten) Räumen. Die Vorschriften über Hinzurechnungen und Kürzungen haben sich jedoch auch aus fiskalischen Gründen mehrfach geändert, so dass umstritten bleibt, welche Hinzurechnungen bzw. Kürzungen mit diesem Ziel begründet werden können.
```
Berechnungsschema der Gewerbesteuer:

Gewinn aus Gewerbebetrieb (Gewinn) gem. EStG bzw. KStG
+ Hinzurechnungen
− Kürzungen
----------------------------------------------------------------

=
 Gewerbeertrag 
vor
 Verlustabzug
− Gewerbeverlust aus Vorjahren
----------------------------------------------------------------

=
 Gewerbeertrag (abzurunden auf volle 100
 
€)
− Freibetrag von 24.500 € (nur für Einzelunternehmen und Personengesellschaften)
  bzw. 5.000 € für sonstige juristische Personen des privaten Rechts (z.
 
B. Vereine)
  sowie gewerblich aktive nichtrechtsfähige Vereine
-----------------------------------------------------------------

=
 
Gewerbeertrag
 × Steuermesszahl (seit 2008: 3,5 %)
-----------------------------------------------------------------

=
 
Steuermessbetrag
 × Hebesatz der Gemeinde
-----------------------------------------------------------------

=
 festzusetzende Gewerbesteuer
- Gewerbesteuer-Vorauszahlungen

=
 Gewerbesteuerzahllast
```

#### Hinzurechnungen
Seit 2008 wird ein Viertel der Finanzierungsaufwendungen dem Gewinn wieder hinzugerechnet. Dies gilt auch dann, wenn die Miet- und Pachtzahlungen beim Empfänger dieser Zahlungen der Gewerbesteuer unterliegen. Finanzierungsaufwand sind die Entgelte für Schulden, die Rentenzahlungen und dauernden Lasten, die Gewinnanteile stiller Gesellschafter und die Finanzierungsanteile in Mieten, Pachten, Leasingraten und Lizenzen. Diese Finanzierungsanteile werden pauschal aus den gezahlten Gesamtentgelten ermittelt. Mit der Ausweitung der Regelung ist die zuvor beschriebene EU-Rechtswidrigkeit beseitigt. Um kleine und mittlere Unternehmen von der Ausweitung der Hinzurechnungen auszunehmen, ist ein Freibetrag von 200.000 € (bis einschl. 2019: 100.000 €) vorgesehen.
| Hinzurechnungen: Zinsen und andere Entgelte für Schulden (§ 8 Nr. 1a GewStG) + Rentenzahlungen und dauernde Lasten (§ 8 Nr. 1b GewStG) + Gewinnanteile stiller Gesellschafter (§ 8 Nr. 1c GewStG) + 20 % der Mieten, Pachten und Leasingraten für bewegliche Anlagegüter (§ 8 Nr. 1d GewStG) + 50 % der Mieten, Pachten und Leasingraten für unbewegliche Anlagegüter (§ 8 Nr. 1e GewStG) (ab Erhebungszeitraum 2010 reduziert auf 50 %) + 25 % der Entgelte für Rechteüberlassungen, Konzessionen und Lizenzen (§ 8 Nr. 1f GewStG) = Gesamtbetrag der Finanzierungsentgelte − Freibetrag von 200.000 € = Zwischensaldo × 25 % = Gesamtbetrag der Hinzurechnungen aus Finanzierungsentgelten |

Neben den Finanzierungsaufwendungen werden noch weitere Positionen dem Gewinn wieder hinzugerechnet: Die Gewinnanteile, die an persönlich haftende Gesellschafter einer KGaA verteilt worden sind (§ 8 Nr. 4 GewStG), die nach den Vorschriften des Teileinkünfteverfahrens zuvor steuerfrei gestellten Dividenden (§ 8 Nr. 5 GewStG), die Anteile am Verlust einer in- oder ausländischen gewerblichen Mitunternehmerschaft (§ 8 Nr. 8 GewStG), die Zuwendungen zur Förderung steuerbegünstigter Zwecke (§ 8 Nr. 9 GewStG) sowie bestimmte Teilwertabschreibungen und Veräußerungsverluste (§ 8 Nr. 10 GewStG).

#### Kürzungen
Durch die Kürzungen soll eine mehrfache Belastung mit Realsteuern vermieden werden. So wird der Gewerbeertrag beispielsweise um einen Teil des Einheitswerts von betrieblichen Grundstücken gekürzt, da diese bereits der Grundsteuer unterliegen. Daneben werden insbesondere Gewinnanteile aus qualifizierten Beteiligungen (mehr als 15-%-Anteil) gekürzt, da diese bereits auf Ebene der ausschüttenden Kapitalgesellschaft der Gewerbesteuer unterlagen (sog. gewerbesteuerliches Schachtelprivileg). Überdies werden, um dem Inlandscharakter der Gewerbesteuer Rechnung zu tragen, ausländische Gewinnanteile gekürzt.
| Kürzungen: 1,2 % des Einheitswerts des zum Betriebsvermögen gehörenden Grundbesitzes (§ 9 Nr. 1 Satz 1 GewStG) + Gewinnanteile aus einer ausländischen oder inländischen Mitunternehmerschaft (§ 9 Nr. 2 GewStG) + Dividenden einer inländischen Kapitalgesellschaft, soweit zu mindestens 15 % beteiligt (§ 9 Nr. 2a GewStG) + Gewerbeertrag einer ausländischen Betriebsstätte im Sinne des § 12 AO (§ 9 Nr. 3 GewStG) + Zuwendungen zur Förderung steuerbegünstigter Zwecke innerhalb der Höchstbeträge (§ 9 Nr. 5 GewStG) + Dividenden einer ausländischen Kapitalgesellschaft, soweit zu mindestens 15 % beteiligt (§ 9 Nr. 7 GewStG) + bestimmte Dividenden einer ausländischen Kapitalgesellschaft, in Abhängigkeit von Doppelbesteuerungsabkommen (§ 9 Nr. 8 GewStG) |

##### Erweiterte Kürzung
Wohnungsbauunternehmen (Kapitalgesellschaft oder Genossenschaft) und andere grundstücksverwaltende Gesellschaften können den Vorteil der sogenannten erweiterten Gewerbesteuerkürzung (Vorschriften des § 9 Nr. 1 Satz 2 GewStG) in Anspruch nehmen. Die erweiterte Kürzung wurde eingeführt, um Wohnungsunternehmen nicht schlechter zu stellen als Privatpersonen oder vermögensverwaltende Personengesellschaften, deren Einkünfte aus Vermietung und Verpachtung nicht der Gewerbesteuer unterliegen. Neben den Einkünften aus Verwaltung und Nutzung des eigenen Grundbesitzes dürfen als Nebentätigkeit nur das eigene Kapitalvermögen verwaltet und genutzt werden, Einfamilienhäuser, Zweifamilienhäuser oder Eigentumswohnungen errichtet und veräußert werden sowie Wohnbauten betreut werden. Seit dem Veranlagungsjahr 2021 führen auch Einnahmen aus der Lieferung von Strom im Zusammenhang mit dem Betrieb von Anlagen zur Stromerzeugung aus erneuerbaren Energien i. S. d. § 3 Nr. 21 EEG (Hauptanwendungsfall der Betrieb von Photovoltaikanlagen) oder aus dem Betrieb von Ladestationen für Elektrofahrzeuge oder Elektrofahrräder nicht zur Versagung der erweiterten Grundstückskürzung, wenn diese Einnahmen im Wirtschaftsjahr nicht höher als 10 Prozent der Einnahmen aus der Gebrauchsüberlassung des Grundbesitzes, vgl. § 9 Nr. 1 Satz 3 Buchst. b) GewStG. Voraussetzung ist, dass die Einnahmen aus der Lieferung von Strom mit dem Betrieb von Anlagen zur Stromerzeugung aus erneuerbaren Energien i. S. d. § 3 Nr. 21 EEG nicht aus der Lieferung an Letztverbraucher stammen, es sei denn, diese sind Mieter des Anlagenbetreibers. Darüber hinaus wurde mit § 9 Nr. 1 Satz 3 Buchst. c) GewStG auch eine allgemeine Bagatellgrenze in Höhe von 5 Prozent der Einnahmen aus der Gebrauchsüberlassung des Grundbesitzes für Leistungsbeziehungen mit den Mietern des Grundbesitzes eingeführt.

### Festsetzung des Messbetrags
Ausgehend vom Gewerbeertrag des Unternehmens wird ein Steuermessbetrag ermittelt, der Gewerbesteuermessbetrag. Dieser wird vom Finanzamt durch Bekanntgabe eines Gewerbesteuermessbescheids (Grundlagenbescheid für die Gewerbesteuer) festgestellt.
- Der Gewerbeertrag wird auf volle 100 € abgerundet (§ 11 Abs. 1 GewStG)
- Abzug eines Freibetrags
  - bei natürlichen Personen (gewerbliche Einzelunternehmen) und Personengesellschaften: 24.500 € (§11 Abs. 1 Nr. 1 GewStG)
  - bei Vereinen und juristischen Personen des öffentlichen Rechts: 5.000 € (§11 Abs. 1 Nr. 2 GewStG)
  - Kapitalgesellschaften erhalten keinen Freibetrag
- Ergebnis ist der gekürzte Gewerbeertrag
- Multiplikation des gekürzten Gewerbeertrags mit der Steuermesszahl
  - seit der Unternehmensteuerreform 2008 beträgt die für alle Unternehmen einheitliche Steuermesszahl 3,5 % (§ 11 Abs. 2 GewStG)

### Berechnung des Steuermessbetrags

#### Beispiel 1 Einzelunternehmen/Personenunternehmen
```
Gewerbeertrag 100.550
 
€
Gewerbeertrag 100.500
 
€ (abgerundet auf volle 100 €)
− Freibetrag 24.500
 
€
--------------------------

=
 Gewerbeertrag 76.000
 
€
```

```
76.000
 
€ × Steuermesszahl 3,5 % = Messbetrag 2.660
 
€
```

#### Beispiel 2 Kapitalgesellschaft
```
Gewerbeertrag 100.000
 
€ (kein Freibetrag)
```

```
100.000
 
€ × Steuermesszahl 3,5 % = Messbetrag 3.500
 
€
```

Mit der Unternehmensteuerreform 2008 wurde der bis dahin geltende Staffeltarif für Einzelunternehmen und Personengesellschaften abgeschafft.

### Festsetzung und Zerlegung der Gewerbesteuer
Der Hebesatz wird von der Gemeinde festgelegt.
```
Beispiel wie oben:

Messbetrag × Hebesatz
 
= Gewerbesteuer
2.660
 
€ × 400 % = 10.640
 
€
```

Das Recht zur Festlegung des Hebesatzes (oder einer anderen, neu zu schaffenden „wirtschaftskraftbezogenen Steuer“) ist den Gemeinden grundgesetzlich garantiert. In den Stadtstaaten Berlin und Hamburg sind Gemeinde- und Landesebene identisch. Die Festsetzung der Gewerbesteuer erfolgt daher dort durch die Finanzämter, im übrigen Bundesgebiet durch die Gemeinden. Dies gilt auch für das Land Bremen, das hier eine stadtstaatliche Besonderheit innehat, da es sich aus den Stadtgemeinden Bremen und Bremerhaven zusammensetzt und daher zwischen Landes- und Gemeindeebene getrennt werden muss.
Seit 2004 beträgt der Hebesatz gemäß § 16 Abs. 4 Satz 2 GewStG mindestens 200 %. Damit will der Gesetzgeber sog. Gewerbesteueroasen (zum Beispiel Norderfriedrichskoog, welches lange Zeit einen Hebesatz von Null hatte) verhindern. Meistens sind die Hebesätze von Großstädten höher als im Umland. Beispielsweise hat München einen Hebesatz von 490 %, die Gemeinden im Umland liegen zwischen 240 und 360 %.
Durch die Festlegung des Hebesatzes hat die Gemeinde einen politischen Handlungsrahmen zur Ansiedlung oder ggf. auch Abschreckung von Gewerbebetrieben in der Hand. Ein niedriger Hebesatz ist eines von mehreren Entscheidungskriterien zur Standortfrage. Der niedrige Hebesatz ist zwar positives Ansiedlungskriterium, aber für die Gemeinde mit niedrigeren Steuereinnahmen pro zahlendem Unternehmen verbunden. Hohe Hebesätze können zu Abwanderungstendenzen führen, haben aber auch höhere Steuereinnahmen pro einzelnem Unternehmen zur Folge. Die für die jeweilige Gemeinde richtige Abwägung zu finden, ist dem Geschick der politisch Handelnden überlassen.
Hat das Unternehmen Betriebsstätten in mehreren Gemeinden oder erstreckt sich die Betriebsstätte über das Gebiet mehrerer Gemeinden („mehrgemeindliche Betriebsstätte“), so muss der Steuermessbetrag auf die einzelnen Gemeinden verteilt werden (Zerlegung, §§ 28 ff. GewStG; Steuerzerlegung). Hiervon ausgenommen sind jedoch Gleisanlagen, Leitungen (z. B. für Gas, Wasser, elektrische Energie) sowie unterirdische Bergbauanlagen. Zerlegungsmaßstab ist i. d. R. das Verhältnis, der in den einzelnen Gemeinden an die dort Beschäftigten gezahlten Arbeitslöhne (§ 29 GewStG). In den Fällen der mehrgemeindlichen Betriebsstätte ist die Gewerbesteuer nach der Lage der örtlichen Verhältnisse unter Berücksichtigung der durch das Vorhandensein der Betriebsstätte erwachsenden Gemeindelasten zu zerlegen (§ 30 GewStG). Dies können z. B. Kriterien wie die jeweils im Gebiet einer Gemeinde befindlichen Anlagen und/oder die dort erzielten Betriebseinnahmen sein. Eine Zerlegung erfolgt auch, wenn eine Betriebsstätte unterjährig in eine andere Gemeinde verlegt wird, so dass für die entsprechenden Zeitabschnitte ggf. unterschiedliche Hebesätze anzusetzen sind. In einem solchen Fall erstellt jede betroffene Gemeinde einen eigenen Gewerbesteuerbescheid für den jeweiligen Zeitraum. Über die Zerlegung erteilt das zuständige Finanzamt einen Zerlegungsbescheid.

## Gewerbesteuererklärung
Formular zur Gewerbesteuererklärung (Kalenderjahr 2024):
- Vordruck
  - Formular GewSt 1 A: Gewerbesteuererklärung
- Anlagen
  - Anlage EMU: Erklärung der mitunternehmerbezogenen Verlustverrechnung
  - Anlage ÖHG zur Spartentrennung
  - Anlage BEG: Bundesentschädigungsgesetz
  - Anlage Bekanntgabe

## Beziehungen zu anderen Steuern

Vereinfachte Darstellung der verschiedenen Steuerarten bei einem Unternehmen

Mit der Unternehmenssteuerreform 2008 wurde der Betriebsausgabenabzug für die Gewerbesteuer für Erhebungszeiträume, die nach dem 31. Dezember 2007 enden, abgeschafft. Die Gewerbesteuer ist steuerlich eine nicht abziehbare Betriebsausgabe (§ 4 Abs. 5b EStG).
Einzelunternehmer und Gesellschafter einer Personengesellschaft können die Gewerbesteuer seit dem Veranlagungszeitraum (VZ) 2001 auf ihre Einkommensteuer anrechnen (§ 35 EStG). Die Anrechnung erfolgt durch Abzug des 4-fachen (von 2008 bis 2019 des 3,8-fachen; bis 2007 des 1,8-fachen) Gewerbesteuermessbetrags von der tariflichen Einkommensteuer und ist auf die Einkommensteuer begrenzt, die auf die Einkünfte aus Gewerbebetrieb entfällt. Obergrenze ist die tatsächlich gezahlte Gewerbesteuer. Zur tatsächlichen Belastung wird die Gewerbesteuer damit für Einzelunternehmer und Personengesellschaften in der Regel erst ab einem Hebesatz von ca. 420 % (von 2008 bis 2019 ca. 400 %; bis 2007 ca. 180 %).

## Finanzielle Bedeutung der Gewerbesteuer
Im Jahr 2014 betrugen die Gewerbesteuereinnahmen bundesweit rund 43,8 Mrd. Euro. Für die Gemeinden stellt die Gewerbesteuer neben der Grundsteuer die einzige wesentliche Einnahmequelle dar, die für sie beeinflussbar ist. Sie steht unter dem Schutz der Selbstverwaltungsgarantie aus Art. 28 Abs. 2 GG. Die Gewerbesteuer (netto) deckte im Bundesdurchschnitt 2014 rund 15 % der bereinigten Einnahmen. Einen Teil der Gewerbesteuereinnahmen müssen die Gemeinden als Gewerbesteuerumlage an Bund und Länder abführen. Die Höhe dieser Gewerbesteuerumlage ändert sich sehr häufig; nach 1990 fast jährlich. Sie ist für die westdeutschen Gemeinden deutlich höher, da sie hierüber an den Kosten des Fonds Deutsche Einheit beteiligt werden.
Im Jahr 2014 belief er sich im Bundesdurchschnitt auf 25 %. Da die Gewerbesteuer im direkten Zusammenhang zur lokalen Wirtschaftskraft steht, zeigen sich vor allem im West-Ost-Vergleich deutliche und dauerhafte Unterschiede. So liegt das hebesatzbereinigte Pro-Kopf-Aufkommen der Gemeinden im Kreis Dingolfing-Landau mit 2.945 Euro mehr als 24 Mal höher denn jenes der Gemeinden im Landkreis Kusel (121 Euro). In den neuen Bundesländern hat die Gewerbesteuer eine grundsätzlich geringere Bedeutung. Zum Ausgleich der geringeren Steuerkraft erhalten sie noch bis 2019 Sonderbedarfszuweisungen des Bundes im Rahmen des Solidarpakts. Aus fiskalischer Sicht weist die Gewerbesteuer für die Gemeinden zwei Nachteile auf. Da sie direkt von der lokalen Wirtschaftskraft abhängt, ist sie räumlich und interkommunal konzentriert. Einige wirtschaftsstarke Städte, wie z. B. Frankfurt am Main, Ingolstadt oder Verl sind von ihr abhängig. In anderen Städten spielt sie praktisch keine Rolle. Aus dem Berechnungsverfahren ergibt sich im zeitlichen Verlauf eine hohe Volatilität des Aufkommens. So brach das Aufkommen im Zuge der Wirtschaftskrise 2009 um über 20 % ein. Im Anschluss stieg das Aufkommen binnen fünf Jahren wieder um 35 %. Die starke Abhängigkeit der Gewerbesteuer von der Wirtschaftskraft und deren hohe Volatilität sind die zentrale Ursache für die persistenten und tendenziell wachsenden Unterschiede in der Steuerkraft der Gemeinden.

### Aufkommen, Steuerkraft und gewogene Hebesätze nach Bundesländern
| Bundesland             | Aufkommen der Gewerbesteuer 2010 in Mio. € | Pro-Kopf-Aufkommen der Gewerbesteuer 2010 in €/Ew. | Gewerbesteuerkraft 2010 bei Hebesatz 100 % in €/Ew. | gewogener Durchschnittshebesatz 2010 |
| ---------------------- | ------------------------------------------ | -------------------------------------------------- | --------------------------------------------------- | ------------------------------------ |
| * Deutschland          | 35.737                                     | 437,15                                             | 111,99                                              | 390 %                                |
| Baden-Württemberg      | 4.733                                      | 440,24                                             | 123,04                                              | 358 %                                |
| Bayern                 | 6.247                                      | 498,97                                             | 135,44                                              | 368 %                                |
| Berlin                 | 1.224                                      | 355,26                                             | 86,65                                               | 410 %                                |
| Brandenburg            | 641                                        | 255,54                                             | 82,82                                               | 309 %                                |
| Bremen                 | 314                                        | 475,63                                             | 109,52                                              | 434 %                                |
| Hamburg                | 1.710                                      | 961,11                                             | 204,49                                              | 470 %                                |
| Hessen                 | 3.635                                      | 599,49                                             | 153,45                                              | 391 %                                |
| Mecklenburg-Vorpommern | 317                                        | 192,55                                             | 55,88                                               | 345 %                                |
| Niedersachsen          | 3.049                                      | 384,37                                             | 100,41                                              | 383 %                                |
| Nordrhein-Westfalen    | 8.959                                      | 501,88                                             | 115,05                                              | 436 %                                |
| Rheinland-Pfalz        | 1.464                                      | 365,39                                             | 99,64                                               | 367 %                                |
| Saarland               | 347                                        | 340,56                                             | 83,44                                               | 408 %                                |
| Sachsen                | 1.165                                      | 280,58                                             | 68,08                                               | 412 %                                |
| Sachsen-Anhalt         | 554                                        | 236,20                                             | 67,57                                               | 350 %                                |
| Schleswig-Holstein     | 906                                        | 320,13                                             | 92,28                                               | 347 %                                |
| Thüringen              | 473                                        | 210,87                                             | 60,40                                               | 349 %                                |
Quelle: Statistisches Bundesamt Fachserie 14 Reihe 10.1 – 2010

### Gewerbesteuerumlage
Das Aufkommen der Gewerbesteuer steht den Gemeinden zu. Allerdings sind auch Bund und Länder indirekt an der Gewerbesteuer durch die Gewerbesteuerumlage beteiligt.

### Bekannte Städte und Gemeinden mit ihren historisch höchsten Hebesätzen
| Stadt               | Historisch höchster Hebesatz | Stand 2017 |
| ------------------- | ---------------------------- | ---------- |
| Oberhausen          | 580                          | 550        |
| Mülheim an der Ruhr | 580                          | 520        |
| Duisburg            | 520                          | 520        |
| Frankfurt am Main   | 515                          | 460        |
| Leverkusen          | 500                          | 475        |
| Bonn                | 490                          | 490        |
| München             | 490                          | 490        |
| Essen               | 480                          | 480        |
| Hannover            | 480                          | 480        |
| Köln                | 475                          | 475        |
| Hamburg             | 470                          | 470        |
| Leipzig             | 460                          | 460        |
| Düsseldorf          | 460                          | 440        |
| Hameln              | 460                          | 455        |
| Dresden             | 450                          | 450        |
| Magdeburg           | 450                          | 450        |
| Nürnberg            | 447                          | 447        |
| Stuttgart           | 445                          | 420        |
| Karlsruhe           | 430                          | 430        |
| Berlin              | 410                          | 410        |

### Gemeinden mit dem historisch niedrigsten Hebesatz
| Stadt                  | Historisch niedrigster Hebesatz | am 1. Juli 2010 |
| ---------------------- | ------------------------------- | --------------- |
| Beiersdorf-Freudenberg | 0                               | 200             |
| Kremmen                | 0                               | 200             |
| Liebenwalde            | 0                               | 200             |
| Norderfriedrichskoog   | 0                               | 200             |
| Schönefeld             | 200                             | 200             |
| Zossen                 | 200                             | 200             |

Nach einer Umfrage des Deutschen Industrie- und Handelskammertags (DIHK) lag der durchschnittliche Hebesatz in den größten Gemeinden im Jahr 2010 bei 435 %. Rekordhalter unter den Kommunen ab 50.000 Einwohnern sind München, Bottrop, Duisburg und Oberhausen mit je 490 %; den geringsten Satz in dieser Gruppe verlangen Bad Homburg vor der Höhe, Friedrichshafen, Frankfurt (Oder), Lingen, Neu-Ulm und Waiblingen mit je 350 %. Bei den kleinen Gemeinden erheben rund 100 Gemeinden oder Gemeindeteile nur den Mindesthebesatz von 200 %. Spitzenreiter ist das Eifeldorf Dierfeld, das seit Jahren 900 % verlangt. Während die deutschen Städte ihren Gewerbesteuer-Hebesatz in den vergangenen Jahren tendenziell erhöht haben, beispielsweise ergibt sich für Duisburg von 2003 bis 2016 eine schrittweise Erhöhung von 470 % auf 520 %, ist in der Stadt Monheim am Rhein im Zeitraum 2010 bis 2016 eine schrittweise Senkung des Gewerbesteuer-Hebesatzes von 435 % (2010) auf den niedrigsten Wert einer Stadt in Nordrhein-Westfalen von 250 % (2018) zu beobachten.

## Diskussion der Gewerbesteuer
Die Gewerbesteuer ist eine der umstrittensten deutschen Steuern. Immer wieder wurden verfassungsrechtliche Bedenken gegen die Gewerbesteuer laut, da insbesondere freie Berufe nicht gewerbesteuerpflichtig sind. Diese Bedenken wurden jedoch vom Bundesfinanzhof und vom Bundesverfassungsgericht nicht geteilt. Eine ausführliche Vorlage des Niedersächsischen Finanzgerichts, in der es auf 60 Seiten begründet, warum die Gewerbesteuer gegen den Gleichheitssatz des Grundgesetzes verstoße, wurde vom Bundesverfassungsgericht zurückgewiesen (Az. 1 BvL 2/04).

### Gegenläufige Positionen der Gemeinden und der Unternehmen
Für die Gemeinden stellt die Gewerbesteuer zwar die wichtigste eigenständige Steuerquelle dar, gleichzeitig ist sie jedoch sehr konjunkturabhängig, so dass die Gemeinden nicht mit stetigen Einnahmen planen können. (Von 1998 zu 1999 veränderte sich das Gewerbesteueraufkommen in Hamburg um +20 %, in Kiel dagegen um −36 %, in Schweinfurt um +100 %, in Werdau sogar um +230 %, in Leverkusen um −60 %). Bemängelt wird überdies, dass der Hebesatz nicht von den Gemeinden genutzt werden kann, um durch die Senkung neue Gewerbebetriebe anzulocken, sondern dass umgekehrt bereits benachteiligte Gemeinden gezwungen sind, einen hohen (abschreckenden) Hebesatz aufrechtzuerhalten, und dadurch noch mehr Gewerbebetriebe an bereits reiche Gemeinden verlieren, insbesondere das Hebesatzgefälle von Großstadt zum Umland wird dabei kritisiert. Da die Gewerbesteuer eine deutsche Besonderheit ist und eine Zusatzbelastung des betrieblichen Ertrags darstellt, wird kritisiert, dass sich die Gewerbesteuer negativ im internationalen Standortwettbewerb auswirke.
Die Medien berichten über Unternehmen, die überhaupt keine Gewerbesteuer mehr zahlen würden:
unter ihnen der (mittlerweile) weltgrößte Nahrungsmittelkonzern Unilever: Durch Restrukturierung des Konzerns mittels einer Tochterfirma („Monda Beteiligungs GmbH“), die in einer Scheune in Norderfriedrichskoog (s. u.), Diekstraat 13, ansässig war, wurde jahrelang gar keine Gewerbesteuer fällig. In Norderfriedrichskoog hatten bis zu 500 Tochterfirmen internationaler Unternehmen ihren Sitz. Laut Frankfurter Rundschau (29. Januar 2002, sek. zit. n.) werden Gewinne bei den Auslandstöchtern verbucht, während Verluste im Inland angesiedelt werden: 2001 habe die Bayer AG keine Gewerbesteuer gezahlt, obwohl sie einen Gewinn von über 800 Mio. Euro ausgewiesen habe. Dadurch seien die Haushalte betroffener Städte stark beeinträchtigt worden. Dieses Steuersparmodell ist inzwischen durch gesetzgeberische Maßnahmen beseitigt worden.
Daraus zu schließen, dass große Unternehmen sich generell der Gewerbesteuer entzögen, wäre zu pauschal und kann durch die empirischen Daten nicht belegt werden. Zwar kommt es immer wieder vor, dass einzelne Unternehmen, teilweise auch über Jahre hinweg, keine oder kaum Gewerbesteuer zahlen, allerdings tragen insbesondere die großen Unternehmen wesentlich zum Aufkommen der Gewerbesteuer bei. So haben beispielsweise 1995 die größten 136 Unternehmen (Unternehmen mit einem Gewerbeertrag >100 Mio. DM) fast 18 % zum Gewerbesteueraufkommen beigetragen, obwohl sie weniger als 0,015 % der Steuerpflichtigen stellen. Nimmt man noch die Unternehmen mit einem Gewerbeertrag zwischen 50 und 100 Mio. DM hinzu, so haben 0,036 % der Unternehmen ein Viertel (25 %) der gesamten Gewerbesteuer bezahlt, wohingegen die 80 % der kleineren Unternehmen nur 6 % bezahlt haben. Allerdings ist es gerade diese Abhängigkeit der Gemeinden von den großen Betrieben, in der viele Kritiker eine Gefahr der „Erpressbarkeit“ der Gemeinden sehen; darüber hinaus führt die Krise eines Großunternehmens häufig zu einer dramatischen Krise der Finanzlage der betroffenen Gemeinden (siehe dazu oben die Konjunkturabhängigkeit).
Auch die Behauptung, insbesondere die gewerbesteuerliche Organschaft führe dazu, dass die Steuerlast auf Null gesenkt werden könne, geht am Kern vorbei. Gewerbesteuerlich führt eine Organschaft dazu, dass die einzelnen Unternehmen des Organkreises wie Betriebsstätten behandelt werden und Gewinne und Verluste miteinander verrechnen können. Natürlich ist damit eine Senkung der Steuerlast auf Null möglich, davon profitiert aber nicht nur das Unternehmen, sondern vor allem auch die Gemeinde, in der der verlustbringende Unternehmensteil angesiedelt ist, da auch die anderen Gemeinden am Verlust beteiligt werden. Die Organschaft sorgt also vor allem für eine gleichmäßigere Verteilung auf die verschiedenen Standortgemeinden eines Konzerns. Da die verschiedenen Organgesellschaften wie Betriebsstätten behandelt werden, wird der gesamte Gewerbeertrag des Organkreises im Wesentlichen nach Lohnsumme auf die einzelnen Gemeinden verteilt. Wenn also der Gesamtkonzern ein positives Ergebnis ausweist, erhalten alle Gemeinden Gewerbesteuer, die mit hoch profitablen Unternehmensteilen weniger als ohne Organschaft, die mit verlustbringenden Teilen mehr. Auch wenn der gesamte Organkreis nach einer Verlustphase den Turn-around schafft, werden nicht einzelne Gemeinden sehr lang durch vorhandene Verlustvorträge gegenüber den Gemeinden mit den profitablen Unternehmensteilen benachteiligt, sondern sie erhalten schneller wieder Steuereinnahmen.
Da die Gewerbesteuer eine erhebliche Belastung für die Unternehmen darstellt, gleichzeitig aber eine große Bedeutung für die Gemeinden hat, sind Reformen in diesem Bereich wegen der verschiedenen Interessen häufig auf Widerstand gestoßen, dennoch ist die Gewerbesteuer seit Jahrzehnten in der Diskussion.

## Gewerbesteuer im internationalen Vergleich

### Österreich
Österreich hat seine Gewerbesteuer 1994 abgeschafft, erhebt seither aber eine Kommunalsteuer von 3 % auf die Lohnsumme.

### Schweiz
In der Schweiz kennen gewisse Kantone eine Art Gewerbesteuer. So erheben beispielsweise die Gemeinden im Kanton Genf eine Gewerbesteuer, die mit der in Deutschland vergleichbar ist.

### Luxemburg
In Luxemburg wird eine der deutschen Gewerbesteuer ähnliche Steuer (impôt commercial) erhoben, bei der ebenfalls die Gemeinden ein Hebesatzrecht besitzen.

### Frankreich
Frankreich erhebt lokale Steuern (contribution économique territoriale (CET)), die die Wertschöpfung und den Immobilienbesitz der Unternehmen besteuern; diese ersetzen die bis 2010 geltende ertragsunabhängige taxe professionelle.

### Spanien
Spanien erhebt die impuesto sobre actividades economicas, die eine gemeindliche Steuer ist und die ebenfalls ertragsunabhängig ist, wobei jedoch Unternehmen, deren Nettoumsatz 1 Mio. € nicht übersteigt, von der Steuer befreit sind [artículo 82 del Texto refundido de la Ley Reguladora de las Haciendas Locales].

### Italien
Italien erhebt als Regionalsteuer die imposta regionale sulle attività produttive, mit der die Wertschöpfung der Unternehmen besteuert wird. Den Gemeinden wird dabei die Möglichkeit gegeben, den Steuersatz von 4,25 % um einen Prozentpunkt nach oben oder unten anzupassen. Es galt als sehr wahrscheinlich, dass diese IRAP genannte Steuer der 6. EG-Richtlinie widerspricht, nach der neben der harmonisierten Mehrwertsteuer keine gleichartigen Steuern erhoben werden dürfen. Generalanwalt Jacobs plädierte in seinen Schlussanträgen zwar für ein Verbot der Steuer, wegen der erwarteten enormen Steuerrückforderungen (geschätzte 120 Mrd. Euro) bei einer ex-tunc-Wirkung des Urteils, wie sie für Urteile des EuGH üblich ist, plädiert er aber auch für eine Beschränkung der Wirkung des Urteils auf einen Zeitpunkt in der Zukunft. Letztlich entschied der EuGH jedoch anders – die IRAP sei Europarechts-konform.

### Ungarn
Ungarn erhebt, wie Italien (s. o.) eine der Gewerbesteuer ähnliche Steuer. Im Zuge des anhängigen Verfahrens gegen Italien am EuGH ist diese Steuer vermehrt in die öffentliche Diskussion geraten. Nach der o. g. Entscheidung des EuGH verlautbarte die ungarische Regierung jedoch, dass sie weiter an dieser Steuerart festhalten wolle.

### USA
In den USA erheben viele Gebietskörperschaften eine ertragsunabhängige Steuer auf das Anlagevermögen von kommerziellen Betrieben (commercial property tax). In der Regel bestimmt dabei einzelstaatliches Recht eine Messzahl und die Gebietskörperschaften bestimmte Hebesätze, wobei sich überschneidende Gebietskörperschaften (z. B. Landkreis, Kommune, Abwasserdistrikt und Schuldistrikt) ihre Hebesätze nebeneinander verlangen.

### Vergleich mit Deutschland
Betrachtete man bis 2007 die Belastung mit 25 % Körperschaftsteuer (inklusive Solidaritätszuschlag 26,375 %), so hätte Deutschland im internationalen Vergleich im Mittelfeld gelegen. Durch die Gewerbesteuer, die zu einer Mehrbelastung von 15 bis 20 % – je nach Hebesatz – führt, lag Deutschland jedoch bei Kapitalgesellschaften an der Spitze der steuerlichen Belastung von Unternehmensgewinnen. Am 1. Januar 2008 trat eine Unternehmenssteuerreform in Kraft, bei der die Körperschaftsteuer auf 15 % gesenkt wurde, womit Deutschland auch nominal wieder im europäischen Mittelfeld liegt. Siehe auch Unternehmensbesteuerung.

### Reformvorschläge
Es gibt von jeher Bestrebungen, die Gewerbesteuer zu reformieren oder sie ganz abzuschaffen. 2002 setzte die Bundesregierung angesichts der finanziellen Lage der Kommunen eine Kommission zur Reform der Gemeindesteuern ein, deren Arbeitsgruppe „Kommunalsteuern“ unter anderem eine Ersetzung der Gewerbesteuer durch einen proportionalen Zuschlag auf andere Steuern untersuchte. 2003 beschloss die Bundesregierung den Gesetzesentwurf zur Reform der Gewerbesteuer mit einer Fortentwicklung der Gewerbesteuer zu einer Gemeindewirtschaftssteuer unter Einbeziehung der freien Berufe. Der Entwurf scheiterte am Widerstand des Bundesrats.
2010 setzte das Bundeskabinett eine Gemeindefinanzkommission ein, mit dem Auftrag, Vorschläge zur Neuordnung der Gemeindefinanzierung zu erarbeiten. Sie sollte dabei insbesondere auch „den aufkommensneutralen Ersatz der Gewerbesteuer durch einen höheren Anteil an der Umsatzsteuer und einen kommunalen Zuschlag auf die Einkommen- und Körperschaftsteuer mit eigenem Hebesatz“ prüfen. Nach 15-monatiger Verhandlung sprach die Kommission in ihrer Abschlusssitzung am 15. Juni 2011 aber keine Empfehlung für eine Gewerbesteuerreform aus.
Während die Gemeinden die Beibehaltung bzw. Stärkung der Gewerbesteuer durch die Ausweitung ertragsunabhängiger Komponenten oder die Erweiterung des Kreises der Steuerpflichtigen auch auf Freiberufler und Vermieter fordern, wird von Unternehmensseite die Abschaffung der Gewerbesteuer verlangt. Als Alternative wird ein Hebesatzrecht der Gemeinden auf die Einkommensteuer und Körperschaftsteuer oder eine Erhöhung der Beteiligung an der Umsatzsteuer vorgeschlagen. Aber auch andere Vorschläge gibt es, wie die Einführung einer Wertschöpfungsteuer.